# Miss Slovenije 2009
Miss Slovenije 2009 je bilo lepotno tekmovanje, ki je kot kasting potekalo 3. oktobra 2009 v hotelu Radin v Radencih.
Organiziral ga je Damir Osredečki iz mariborske agencije Epa Ideja, ki je imel licenco šele teden dni. Nanj je povabil 12 deklet, večinoma regionalnih zmagovalk iz prejšnjega leta, odzvalo se jih je 10.
Zmagovalko, Tino Petelin, so predstavili na tiskovni konferenci čez dva dneva v hotelu Lev v Ljubljani.
Izbora prvič po letu 1991 ni organiziral Zdravko Geržina.

## Finale

### Uvrstitve
- Zmagovalka Tina Petelin
- 1. spremljevalka Tara Zupančič
- 2. spremljevalka Janja Gašljevič
- Miss fotogeničnosti Petra Golob

Vir

### Tekmovalke
- Maša Dečman
- Janja Gašljevič
- Polona Golob
- Martina Ilijaš
- Isabela Juriševič
- Sara Kuduzovič
- Anita Perko
- Tina Petelin
- Petra Turk
- Tara Zupančič

Vir

### Žirija
Njeni člani so bili Sanja Grohar (miss Slovenije 2005), Aljoša Krošlin Grlj (modni urednik revije Mens Health), Eva Repič (vodja projekta Miss Slovenije) in Damir Osredečki (direktor agencije Epa ideja in lastnik licence za Miss Slovenije).

## Miss sveta 2009
Svetovni izbor je bil 12. decembra v Johannesburgu.
Na njem se je Tina Petelin predstavila v obleki Rike Zadravec, ki je bila narejena iz šifona, čipke in kristalov Swarowski. Prejela jo je skupaj s tiaro Zlatarne Celje (oblikovala Helena Umberger) v poslovalnici tega podjetja, ko je uradno prevzela naslov najlepše Slovenke, zraven pa še zlate čevlje Rudolfa Lopatca.